# Relaciones Andorra-Rusia
Las relaciones Andorra-Rusia son las relaciones diplomáticas entre el Principado de Andorra y la Federación Rusa. Establecidas el 13 de junio de 1995.

## Descripción

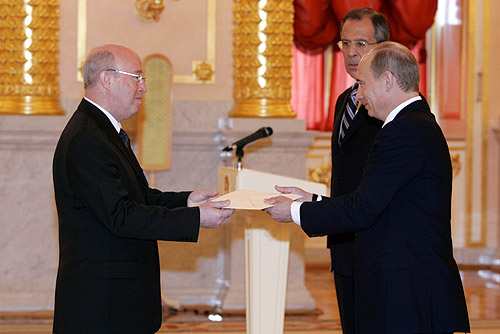
El Presidente ruso Vladímir Putin acepta las credenciales del Embajador de Andorra Pere Joan Thomas Sogero en presencia del Ministro de Asuntos Exteriores Serguéi Lavrov.

Las relaciones entre países son limitadas. Andorra no tiene representación en Rusia, la Embajada del Principado de Andorra reside en Andorra la Vieja El embajador ruso en Andorra es simultáneamente embajador en España (en Barcelona).
Los contactos más importantes entre Rusia y Andorra están en el campo del turismo y la cultura. Las relaciones entre los departamentos de turismo de los dos países se están desarrollando, el programa de cooperación se está considerando. En 2002-2006, la oficina de representación turística de Andorra trabajó en Moscú.
En la línea de las relaciones culturales Ministerio de Asuntos Exteriores de Rusia toma nota de la participación regular de pianistas de Rusia por el concurso de piano "Escaldes-Engordany", celebrado en Andorra.En febrero de 2013, se celebró la Semana de la Cultura Rusa en Andorra, cuya inauguración se celebró el 17 de febrero en la sala de conciertos del Centro de Congresos de Andorra (Andorra la Vieja).
Desde 2002, la rusa Pavlovski Posad y la andorrana Las Escaldas-Engordany son ciudades hermanadas.